# Les Droites
Les Droites (französisch für „Die Rechten“) ist ein 4000 m hoher Berg im Mont-Blanc-Massiv in den französischen Alpen. Er ist der niedrigste Viertausender der Alpen.
Der Berg besitzt zwei Gipfel:
- Westgipfel (3984 m), erstmals durch W. A. B. Coolidge, Christian und Sohn Ulrich Almer am 6. Juli 1876 bestiegen.
- Ostgipfel (4000 m), erstmals durch Thomas Middlemore, John Oakley Maund und Henri Cordier mit den Bergführern Johann Jaun und Andreas Maurer am 7. August 1876 bestiegen.

Die Nordwand des Berges steigt von ca. 2800 m aus dem Argentière Bassin mit einer durchschnittlichen Steilheit von 60 Grad an und ist die steilste Wand am zehn Kilometer langen Grat zwischen Aiguille Verte und Mont Dolent. Die Wand wurde erstmals am 31. Juli 1930 über das zentrale Couloir an der Nordostflanke durch Bobi Arsandaux und Jacques Lagarde durchstiegen. Nach Reinhold Messner gilt sie „als die wildeste unter den Alpenwänden.“ Wollte man den Kreis der „Großen Nordwände der Alpen“ von sechs auf sieben erweitern, so müsste man dabei zunächst die Droites-Nordwand berücksichtigen.

## Hütten
- Refuge d’Argentière (2771 m)
- Refuge du Couvercle (2687 m)